# الأطفال الذين يلاحقون أصواتا ضائعة
الأطفال الذين يلاحقون أصواتًا ضائعة (باليابانية: 星を追う子ども، بالروماجي: Hoshi wo Ou Kodomo) ويعرف أيضا بأسم الرحلة إلى أغارثا، هو فيلم أنمي ياباني من إخراج ماكوتو شينكاي، ومن إنتاج استوديو كوميكس ويف فيلمز، عرض الفيلم في اليابان في 7 مايو عام 2011.

## القصة
تدور أحداث القصة عن أسونا واتاسي، هي فتاة في المدرسة الابتدائية، أجبرت على النضوج بسرعة منذ وفاة والدها ، بينما تعمل والدتها ممرضة لفترات طويلة في المستشفى. تقضي أسونا أيامها المنفردة في الاستماع إلى الموسيقى الغامضة المنبثقة من جهاز استقبال الذي أعطاها لها والدها كتذكار، برفقة القطة الأليفة ميمي، التي تحمل علامات حمراء غريبة على فراءها.

## االأداء الصوتي
أسونا واتاسي (باليابانية: 渡瀬 明日菜 (あすな)، بالروماجي: Watase Asuna)
مؤدية الصوت: هيساكو كانيموتو
ريوجي موريساكي (باليابانية: 森崎 竜司 (りゅうじ)، بالروماجي: Morisaki Ryūji)
مؤدي الصوت: كازوهيكو إينوي
شون كانان (باليابانية: しゅん، بالروماجي: Shun)
مؤدي الصوت: ميو إيرينو
شين كانان (باليابانية: しん، بالروماجي: Shin)
مؤدي الصوت: ميو إيرينو
يو يوزاكي (باليابانية: 矢崎 ユウ، بالروماجي: Yazaki Yuu)
مؤدية الصوت: يونا إينامورا
والدة أسونا
مؤدي الصوت: فوميكو أوريكاسا
ميمي (باليابانية: みみ، بالروماجي: Mimi)
مؤدية الصوت: جونكو تاكيوتشي
مانا (باليابانية: まんな، بالروماجي: Manna)
مؤدية الصوت: رينا هيداكا
العجوز القروي
مؤدي الصوت: تاميو أوكي
ليز (باليابانية: リサ، بالروماجي: Risa)
مؤدية الصوت: سومي شيماموتو

## وصلات خارجية
- الموقع الرسمي باللغة اليابانية
- الموقع الرسمي
- الأطفال الذين يلاحقون أصواتا ضائعة على موقع IMDb (الإنجليزية)
- الأطفال الذين يلاحقون أصواتا ضائعة على موقع روتن توميتوز (الإنجليزية)
- الأطفال الذين يلاحقون أصواتا ضائعة على موقع ألو سيني (الفرنسية)
- الأطفال الذين يلاحقون أصواتا ضائعة على موقع Turner Classic Movies (الإنجليزية)
- الأطفال الذين يلاحقون أصواتا ضائعة على موقع أول موفي (الإنجليزية)
- الأطفال الذين يلاحقون أصواتا ضائعة على موقع فيلمافينيتي (الإسبانية)
- الأطفال الذين يلاحقون أصواتا ضائعة على موقع قاعدة بيانات الفيلم (الإنجليزية)
- الأطفال الذين يلاحقون أصواتا ضائعة على موقع ليتربوكسد (الإنجليزية)
- الأطفال الذين يلاحقون أصواتا ضائعة على موقع كينوبويسك (الروسية)
- الأطفال الذين يلاحقون أصواتا ضائعة على موقع ANN anime (الإنجليزية)